# МН-300
МН-300 — российская одноступенчатая твердотопливная геофизическая ракета комплекса МР-30 с высотой подъёма до 300 км. Иногда её также относят к классу метеорологических ракет

## Описание
Создана в рамках Федеральной целевой программы «Создание и развитие системы мониторинга геофизической обстановки на территории РФ на 2008-2015 гг.». В октябре 2008 г. был заключен государственный контракт с ФГБУ “НПО “Тайфун”” на осуществление работ по проекту “Разработка и создание усовершенствованного исследовательского ракетного комплекса для контроля геофизической обстановки на высотах до 250 км”, получивший индекс МР-30.
Высота подъема 300 км при массе полезного груза (измерительная аппаратура и исследовательское оборудование) около 150 кг. Если вес исследовательской аппаратуры будет меньшим, то ракета может подняться на высоту до 350км. С высоты в 60 км после запуска она передает научную информацию, данные, получаемые исследовательской аппаратурой ракеты, поступают до момента разрушения ракеты в плотных слоях атмосферы на высоте в 12 км. Через 700 секунд после отработки запаса топлива двигательной установки ракета возвращается в зону падения, находящуюся на расстоянии 200 км от п. Тикси в абсолютно безлюдном районе. На запускаемых ракетах устанавливаются спутниковые навигаторы, по которым определяется место её падения.
Топливо для двигателя разрабатывалось на основе каучуковых смесей и было представлено в июне 1992г. разработчиком комплекса ракетного зондирования атмосферы ОКБ «Новатор» (Екатеринбург). Экологические характеристики ракетного топлива ПД-17/18 сохранены в ходе создания комплекса МР-30 (то есть сохранены такими же, как для ракет МР-12 (20)).
Пуски в околоземное космическое пространство ракет МН-300 проводятся с полигона в поселке Тикси на берегу моря Лаптевых. Его начали создавать еще в 90-е годы: построили стартовые площадки, склады, системы энергообеспечения. И все это из-за нехватки денег пришлось законсервировать.
3 сентября 2015 г. в 16:23 по московскому времени с ракетного полигона Полярной геокосмофизической обсерватории ИКФИА СО РАН в поселке Тикси был осуществлен успешный первый тестовый запуск геофизической ракеты МН-300. Запуск осуществлен силами НПО «Тайфун» (г. Обнинск).
Дальнейшее ракетное зондирование с полигона ИКФИА СО РАН позволит отслеживать состояние верхних слоев атмосферы и ионосферы на высоких широтах, физических процессов, протекающих в этих областях.
ИКФИА СО РАН будет обеспечивать наземную поддержку измерений параметров атмосферы и ионосферы, в т.ч. изменение этих параметров во время запусков ракет.
После завершения серии опытных (исследовательских) испытаний, ракета МН-300 комплекса МР-30 будет использоваться в системе Росгидромета для оперативного мониторинга состоянии верхней атмосферы на регулярной основе. Данные о полете запускаемых ракет будут приниматься на трех комплексах арктических наблюдений: на ПГО в Тикси (где уже установлены мощные оптические телескопы с электронной аппаратурой) и, предположительно, в Кюсюре и Усть-Оленьке. Они также будут поступать в Росгидромет в режиме online.
Организация регулярных пусков ракет в разных географических районах России даст возможность оценивать физические свойства верхней атмосферы и моделировать её динамические характеристики. Предполагается, что в год будет осуществляться три запуска ракет.
В настоящее время стоимость одного пуска МН-300 оценивается 55÷60 млн. руб.
На её базе предлагается создать сверхмалую ракету-носитель ИР-300 добавлением второй ступени и апогейного разгонного блока.

## Технические характеристики ракеты МН-300
| Длина (полная)                                      | 8012 мм             |
| Калибр                                              | 445 мм              |
| Стартовая масса                                     | 1558,34 кг          |
| Масса топлива                                       | 1039,8 кг           |
| Полное время работы двигателя                       | 23 с                |
| Удельный импульс                                    | 248 с               |
| Высота подъёма                                      | 300 км              |
| Масса целевой аппаратуры                            | 50-150 кг           |
| Внутренний объём герметичного отсека                | 0,09 м3             |
| Количество телеметрируемых каналов                  | 128 шт              |
| Минимальная высота выполнения научных экспериментов | 60 км               |
| Скорость вращения (имеется парирующая система)      | 5-7 об/с (не более) |
| Линейные перегрузки                                 | 25 g (не более)     |
| Центробежные перегрузки                             | 17 g (не более)     |